# Drood
Drood – amerykańska powieść Dana Simmonsa, wydana 1 lutego 2009 przez Little, Brown and Company. Polska wersja ukazała się w 2012 nakładem wydawnictwa Mag w tłumaczeniu Wojciecha Szypuły. To fikcyjna opowieść o ostatnich pięciu latach życia Charlesa Dickensa.

## Treść
Książka to fikcyjna opowieść o ostatnich pięciu latach życia Charlesa Dickensa, opowiedzianą z punkty widzenia jego przyjaciela i współautora, Wilkiego Collinsa. Tytuł pochodzi z niedokończonej powieści Dickensa Tajemnica Edwina Drooda. Złożona fabuła łączy fikcję z faktami z życia historycznych pierwowzorów bohaterów. Wiarygodność powieści komplikuje ciągłe używanie przez narratora opium i jego pochodnych.

## Adaptacja filmowa
W 2008 roku Guillermo del Toro otrzymał propozycję wyreżyserowania adaptacji filmowej powieści dla Universal Pictures, jednak projekt nie doszedł do skutku.